# 歐洲真理報
《歐洲真理報》（烏克蘭語：Європейська правда）是一家烏克蘭在線媒體，致力於歐洲、北約和烏克蘭的改革。《歐洲真理報》網站于2014年6月上旬上線。《歐洲真理報》由記者創建，由謝爾蓋·西多連科和尤里·潘琴科經營。

## 歷史
創立《歐洲真理報》的想法來自記者謝爾蓋·西多連科和尤里·潘琴科，他們在俄語報紙《烏克蘭生意人報》關閉後失業。
按照計劃，《歐洲真理報》本将成為《烏克蘭真理報》的一個部門。但該報最終獨立，只作為《烏克蘭真理報》的一个合作夥伴。
該報網站於2014年6月初上線，2022年1月正式推出英語版。

## 資金
《歐洲真理報》在編輯政策不受干涉的情況下得到了國際捐助者的支持。該報的財政支持由歐洲民主基金會、國際復興基金會、歐洲委員會和北約公共外交司提供。
自2016年6月以來，《歐洲真理報》得到了歐盟的共同融資。部分共同融資来自北約公共外交司和廣告收入。自2018年起，美國國家民主基金會也是該報的共同捐助者，由美國國會預算資助。
《歐洲真理報》編輯謝爾蓋·西多連科稱，截至2021年2月，該報是一个非营利组织。

## 評價
據2021年对103位專家的調查，《歐洲真理報》被認為是以最佳方式報道外交政策問題的烏克蘭媒體。
2021年12月，謝爾蓋·西多連科在“可持續、高質量的項目/產品”類別中獲得了“新聞高標準 - 2021”國家獎。

## 外部鏈接
- 官方网站
- 歐洲真理報的Facebook專頁
- 歐洲真理報的X（前Twitter）
- YouTube上的歐洲真理報頻道